# Werner Schad
 (septembre 2023).
 (septembre 2023).
Si vous disposez d'ouvrages ou d'articles de référence ou si vous connaissez des sites web de qualité traitant du thème abordé ici, merci de compléter l'article en donnant les références utiles à sa vérifiabilité et en les liant à la section « Notes et références ».
Pour les articles homonymes, voir Schad.
Werner Schad (né le 29 janvier 1926 à Groß-Gerau), en Allemagne, et mort en mars 2006 dans les montagnes près de Bariloche où son corps fut retrouvé) était un espérantiste allemand, mais il vécut jusqu'à sa mort à Bariloche, en Argentine, dans le sud de la Patagonie. Il fut très actif dans le mouvement espérantiste et enseigna continuellement la langue, tout en essayant d'organiser localement et régionalement le travail pour l'espéranto, avec des contacts et une activité même à travers les Andes, au Chili.
Il vécut la Seconde Guerre mondiale en tant que jeune soldat. Après sa libération d'un camp de prisonniers de guerre britannique, il reçut une bourse pour étudier à l'université. En 1950, il obtient son doctorat en linguistique, spécialité  Les Langues romanes.
En attendant de pouvoir devenir enseignant, il suivit des cours de journalisme et commença à écrire pour des journaux et des magazines. Le Frankfurter Allgemeine Zeitung, l'un des journaux les plus importants d'Europe, l'engagea et, grâce à sa bonne connaissance de l'espagnol, l'envoya comme correspondant au Venezuela, où il entra en contact avec des chercheurs qu'il accompagna lors de nombreux voyages à travers les territoires indigènes, au Venezuela, au Brésil, au Pérou et dans bien d'autres.

## Son œuvre
En tant que journaliste, il écrivit de nombreux articles sur les voyages et sur la politique en Amérique du Sud pour des journaux et magazines d'Allemagne, de Suisse, d'Espagne, du Venezuela et d'Argentine. Beaucoup de ses articles sur la politique en Amérique du Sud ont été publiés dans les années 1960-1962 dans le Frankfurter Allgemeine Zeitung.
C'est grâce à lui que le monde hispanophone mais également l'Espérantie (autre appellation pour désigner le monde espérantiste, par définition international) purent faire connaissance avec les Indiens Guarao, par le fait qu'en tant que chercheur et journaliste il fit de longues expéditions, apprit à connaître la région et même vécut pendant un certain temps dans une tribu de ce groupe ethnique.
En espéranto, par ses articles que la revue espérantiste Monato publia, à partir de 1986 jusqu'au dernier qu'il écrivit en 2003.
En espagnol, par des livres comme Indios, Pantanos y Selvas (Indiens, marais et forêts vierges) sur les voyages et le séjour chez les Indiens Guarao, et Negros, Blancos, Fuego Tropical (Noirs, blancs, tropicaux) incendie) publiés à Madrid (Espagne) et à Caracas (Venezuela).
S'agissant de ses voyages sur les rivières de Patagonie, dont plusieurs sont quelque peu connus, Schad publia trois livres dans les années 1980 - 1984 aux éditions Marymar à Buenos Aires (Argentine) : Cruzando los Andes en canoa (Traversée des Andes en canoë), En canoa por ríos patagónicos (En canoë sur les rivières de Patagonie) et Los ríos más australes de la Tierra (Les rivières les plus méridionales de la terre).